# Bravely Second: End Layer
Bravely Second: End Layer (ブレイブリーセカンド エンドレイヤー) est un jeu vidéo de rôle japonais développé par Silicon Studio et Square Enix et édité par Square Enix en Japon et par Nintendo en Amérique du Nord, Europe et Australie, pour la console Nintendo 3DS. Il sort le 23 avril 2015 au Japon, en février 2016 en Europe et Australie, ainsi qu'en avril 2016 en Amérique du Nord. Il est la suite de Bravely Default sorti en 2012 sur la même console.

## Histoire
Le jeu prend place dans le même univers que Bravely Default, deux ans après les événements du premier jeu. Le jeu décrira à nouveau un monde d'aventures, d'épées et de magie. Ici, l'élément déclencheur de l'histoire est l'enlèvement d'Agnès lors d'une déclaration de paix publique entre l'Orthodoxie Cristalline et le Duché d'Eternia, elle est enlevée par le Kaiser Oblivion, qui est accompagnée d'une fée, Anne, ressemblant beaucoup à Airy, la fée qui accompagne Agnès et ses compagnons dans le premier opus. Yew Geneolgia, un jeune membre de la garde cristalline courageux mais naïf, décide de partir au secours d'Agnès. Trahi par ses deux amis Janne et Nikolai qui ont rejoint la cause du Kaiser, il sera rejoint plus tard par Edea Lee. Ils rencontreront ensuite la mystérieuse Magnolia Arch, l'une des nouvelles personnes introduites dans le jeu, en tant que nouvelle protagoniste. Elle viendrait apparemment de la lune de ce monde, et est l'une des rares survivantes après l'attaque d'un Ba'al sur sa terre natale, dont elle souhaite se venger. Ils retrouveront ensuite Tiz Arrior à Eternia où il était en soin durant son coma, et parviendront à trouver le moyen de le réveiller. Les quatre protagonistes partent donc à l'aventure et sauver Agnès. 

## Personnages

### Personnages principaux
Yew Geneolgia : Yew est notre nouveau personnage principal. Descendant d'une grande famille, il fait partie de la Garde Cristalline, qui a pour mission de protéger sa Sainteté, Agnès Oblige, devenue Papesse. Il vit à Gathalagio, dans le manoir de sa famille, et a deux amis fidèles dans la Garde, Janne Angard, avec qui il a étudié à Al-Khampis, et Nikolai Nikolanikov. Très peureux et courageux à la fois, Yew est très attachant, il répète toujours la même phrase pour se motiver : "Mettons les KO, OK ?"
Edea Lee : devenue Capitaine des chevaliers de la nouvelle garde, Edea, son père Braev, et Agnès, travaillaient ensemble depuis 2 ans pour garantir une paix durable entre l'Orthodoxie Cristalline et le Duché d'Eternia. Moins manichéenne que dans le premier opus, elle sera ici confronté à des choix difficiles, qui la forceront à endosser son rôle de future dirigeante d'Eternia. En revanche, Edea aime la nourriture plus que jamais, ce qui offre des scènes parfois très drôles sous la tente où se repose les quatre compagnons.
Magnolia Arch : casseuse de Ba'als, c'est Yew qui la découvre dans son vaisseau, alors qu'il est en route pour le Duché d'Eternia avec Edea. Magnolia est à ce moment inconsciente, Yew lui fait donc sentir une fleur qui a pour vertu de réveiller les gens, un Magnolia. Elle ne parle pas tout à fait la même langue (dans la version française, Magnolia parle justement français, alors que les autres personnages ont une voix anglaise), mais connaît tout de même la langue de Luxendarc, tout en ignorant un grand nombre de choses. On apprendra qu'elle vient de la Lune, de Moonhold, mais que son foyer a été détruit par un Ba'al, un monstre énorme, et que seule elle et Appleberry ont survécu. Elle a senti la présence du Ba'al qui a détruit son foyer sur Luxendarc, et se joint à Yew pour chercher ce Ba'al et se venger.
Tiz Arrior : tombé dans une sorte de coma depuis deux ans, Edea, Yew et Magnolia vont devoir trouver un moyen de le réveiller. Il a changé de style capillaire après cela, et gagne très rapidement l'admiration totale de Yew, qui l'érige au rang de héros. Lui et ses amis du premiers opus sont d'ailleurs maintenant appelé les "Chevaliers de la lumière", ce qui le gêne un peu, Tiz ne se voyant pas comme un héros.

### Personnages secondaires
Kaiser Oblivion : Coupable de l'enlèvement d'Agnès, le Kaiser Oblivion se trouve à bord d'une forteresse volante construite autour d'un immense diamant. Nous ne savons pas tout de suite quel est son but véritable, mais au fur et à mesure de l'histoire, nous comprenons que son intention est de détruire ce monde, et de retourner dans le passé pour le changer comme lui l'entend.
Anne : Fée qui accompagne le Kaiser Oblivion, elle se place tout de suite « du côté des méchants » contrairement à Airy dans le premier opus. Contrairement à elle, elle a les ailes et une robe noires, et ses cheveux sont légèrement bouclés aux pointes.
L'homme au stylo violet : Personnage mystérieux, qui aide les quatre compagnons en écrivant dans le journal de Yew. Lors de leur première rencontre, Yew est seul et entend juste sa voix sans le voir, il croit avoir entendu un fantôme, mais écoute tout de même ses conseils, ce qui sera bénéfique. L'homme fait souvent des métaphores en rapport avec la nourriture, et parle également la même langue que Magnolia par moments.

## Système de jeu
Le jeu est un jeu vidéo de rôle. Il reprend une grande partie du système de jeu de son prédécesseur Bravely Default.
Là où le joueur devait avant reconstruire Norende, il doit désormais reconstruire Moonhold, le foyer de Magnolia, détruit par un Ba'al surpuissant. Le système de gestion est exactement le même que la reconstruction de Norende, avec des boutiques à faire monter de niveau afin d'obtenir de nouveaux objets, des armes, armures, coups spéciaux...
Un autre mini-jeu fait son entrée, il s'agit des Masticarts. Nos quatre héros peuvent désormais fabriquer des peluches à l'effigie de petits monstres du jeu, générer de l'argent à partir de ces peluches, et améliorer leurs outils de fabrication avec cet argent. Cet argent est différent de celui du jeu, mais il possible de payer pour pouvoir l'échanger contre des pg, la monnaie du jeu. Ainsi, le joueur peut se faire de l'argent au travers du mini-jeu.
Comme pour l'opus précédent, le jeu reprend le système de classe avec de nouveau jobs à débloquer lors de l'histoire principale, mais aussi des jobs du premier opus à débloquer lors des histoires secondaires. 
Ainsi, la classe Free-Lance est comme dans le premier opus la classe de base du jeu.
Les 12 nouveaux jobs de Bravely Second: End Layer sont : 
- Sorcier : Expert en spiritisme, permet d'utiliser des magies offensives mais en les changeant de forme (par exemple sous forme d'aiguilles, marteau, pluie). Obtenu contre Bella.
- Aurige : Offensif, permet d'utiliser jusqu'à 3 armes, la puissance du type d'arme augmente à chaque attaque. Obtenu contre Cu Chulainn.
- Escrimeur : Offensif, utilise des postures de combat pour lancer de puissantes attaques. Obtenu contre Janne.
- Évêque : Maîtrise la magie sidérale, permet d'utiliser des magies de soins et augmenter leur puissance. Obtenu contre Nikolai.
- Astrologue : Defensif, utilise la magie astrale et peut augmenter les statistiques alliées et réduire les statistiques des ennemis. Obtenu contre Norzen.
- Félinomancien : Offensif, peut reproduire les attaques ennemis et envoyer des chats à l'assaut. Obtenu contre Minette Felinetti.
- Œil d'aigle : Très offensif, adepte des armes à feu et peut enchanter son arme avec une magie élémentaire. Obtenu contre Aimée Silex
- Pâtissier : Peut combiner des ingrédients pour créer des dessert mortels et affaiblir les adversaires. Obtenu contre Angelo
- Exorciste : Polyvalent, peut annuler les actions des adversaires. Obtenu contre Hector.
- Gardien : Défensif, peut accumuler de l'énergie spirituel et la relâcher sous forme d'attaques dévastatrices. Obtenu contre Revenant.
- Kaiser : Offensif, peut renverser le cours de la bataille en contrôlant à la fois les alliés et les ennemis.
- Yōkai : Peut invoquer sept démons qui représente les 7 péchés capitaux et utiliser leurs compétences.

Les classes issues du premier opus à faire leur retour sont 
- Mage Rouge : Peut utiliser magies noires et blanches, mais ne peut pas utiliser les sorts les plus puissants de ces 2 jobs. Obtenu contre Fiore de Rosa.
- Voleur : Rapide. Peut voler des objets aux adversaires Obtenu à la fin du combat contre le Chacal.
- Maître des Lames : Défensif. Peut contrer les assauts ennemis. Obtenu à la fin du combat contre Kamiizumi.
- Invocateur : Permet d'invoquer des créatures puissantes qui infligent des dégâts aux adversaires.
- Mage Blanc : Permet d'utiliser des magies de soin. Obtenu à la fin du combat contre Holly White
- Marchand : Augmente les gains d'argent en combat. Peut dépenser de l'argent pour accroître ses dégâts. Obtenu contre Erutus Profiteur.
- Mage Noir : Permet d'utiliser des magies offensives. Obtenu contre Ominas Crue.
- Rôdeur : Offensif. Peut infliger des dégâts supplémentaires à certains types d'ennemis.
- Chevalier : Défensif. Peut protéger ses alliés. Obtenu contre Heinkel.
- Ninja : Rapide. Peut esquiver les coups. Obtenu à la fin du combat contre Kikyo.
- Moine : Très offensif. Utilise ses poings. Obtenu à la fin du combat contre Barras.
- Valkyrie : Offensif. Utilise ses capacités acrobatiques pour attaquer plusieurs ennemis à la fois. Obtenu contre Einheria.
- Pirate : Offensif . Accroît ses dégâts en diminuant sa défense. Obtenu contre Barbarossa.
- Artiste : Soutien. Peut accroître les caractéristiques de ses alliés. Obtenu à la fin du combat contre Praline A La Mode.
- Chronomage : Permet d'utiliser la magie temporelle. Obtenu contre Khamer.
- Chevalier Noir : Offensif. Sacrifie ses points de vie pour effectuer de puissantes attaques. Obtenu contre Alternis Dim.
- Templier : Spécialiste de la défense. Renforce les coups critiques. Obtenu à la fin du combat contre Braev Lee.

Comme dans le premier jeu, chaque job possède une jauge d'expérience. Chaque montée de niveau d'un job peut offrir au joueur de nouvelles capacités ou des améliorations pour son personnage. La différence principale est que le niveau maximum des classes est au niveau 10 (contre 14 dans le premier opus).

## Développement
En décembre 2012, des rumeurs d'une suite à Bravely Default se font entendre, avec le producteur Tomoya Asano demandant des commentaires des fans, pour les utiliser dans une suite du jeu. Les rumeurs ont refait surface en juin 2013, quand le développeur de jeu Yasumi Matsuno sur Twitter a mentionné que le designer de personnages et artiste principal Akihiko Yoshida travaillait actuellement sur la suite de Bravely Default. En août 2013, Square Enix annonce Bravely Default: For the Sequel, une version mise à jour de l'originale qui implémente un nouveau gameplay développé pour une suite,. Le nom Bravely Second a été enregistré tôt en septembre 2013. Le nom du jeu a été officiellement annoncé en tant que Bravely Second en décembre 2013, dans le magazine Weekly Shōnen Jump, le nom étant originellement une mécanique du système de combat de Bravely Default: For the Sequel. Le jeu a été annoncé uniquement sur Nintendo 3DS.
En décembre 2013, Yoshida a quitté Square Enix. Malgré cela, il mentionne qu'il prévoit tout de même de continuer son travail sur les jeux Bravely, et que Bravely Second gardera le même style graphique établi dans le premier jeu, sauf pour les personnages qui arboreront des proportions plus réalistes, en étant moins chibi. Au départ, il a été proposé que Magnolia porte un habit d'astronaute ou des oreilles de lapin, mais le concept a été mis de côté pour adopter un look plus mature, que les développeurs trouvaient trop absent du titre précédent. Le jeu est complété à approximativement 30 % en date de décembre 2013. En avril 2014, Asano annonce que le scénario du jeu est entièrement écrit. En février 2015, le jeu prend le sous-titre End Layer.
La musique du jeu est composée par ryo du groupe supercell.
Le jeu est commercialisé le 23 avril 2015 au Japon, le 26 février 2016 en Europe, le 27 février 2016 en Australie et le 15 avril 2016 en Amérique du Nord.